# Nesidiochernes plurisetosus
Espèce
Nesidiochernes plurisetosus est une espèce de pseudoscorpions de la famille des Chernetidae.

## Distribution
Cette espèce est endémique de Nouvelle-Guinée occidentale en Indonésie. Elle se rencontre vers la baie Maffin.

## Description
Les mâles mesurent de 2,6 à 2,7 mm.

## Publication originale
- Beier, 1965 : Die Pseudoscorpioniden Neu-Guineas und der benachbarten Inseln. Pacific Insects, vol. 7, no 4, p. 749-796 (texte intégral).